# Ermita de la Virgen del Pilar del Monte
La ermita de la Virgen del Pilar del Monte es una ermita situada a un kilómetro del casco urbano de Pedrola.

## Descripción
Tiene una nave central y dos adosadas que servían para alojar a los ermitaños y sus instrumentos agrícolas. El retablo mayor es de estilo plateresco con esculturas de San Roque, San Sebastián y San Blas. Hay dos capillas: una dedicada a San Claudio y otra a nuestra Señora de la Esperanza.

## Historia
Fue construida en el siglo XVIII por el décimo duque de Villahermosa: José Claudio de Aragón Gurrea y Bardají (1697-1761).
Durante la Guerra de la Independencia fue casi completamente destruida. Fue reconstruida en 1819 y posteriormente por segunda vez en 1893 por orden de la duquesa de Villahermosa María de Carmen de Aragón-Azlor.